# Qualea calophylla
Qualea calophylla là một loài thực vật có hoa trong họ Vochysiaceae. Loài này được Pittier miêu tả khoa học đầu tiên năm 1923.